# کاردیل دا سیلوا
کاردیل دا سیلوا (به پرتغالی: Cardeal da Silva) یک منطقهٔ مسکونی در برزیل است که در باهیا واقع شده‌است. کاردیل دا سیلوا ۹٬۳۴۶ نفر جمعیت دارد.